# Can Nazari (Tavertet)
Can Nazari és una masia de Tavertet (Osona) inclosa a l'Inventari del Patrimoni Arquitectònic de Catalunya.

## Descripció
Casa de planta rectangular amb la façana orientada a migdia i el carener perpendicular. A la part esquerra s'hi annexiona un cos d'una planta sense murs de tancament, cobert a dues vessants, i un balcó al primer pis. La façana principal presenta un portal rectangular amb la llinda decorada, una finestra petita a la part dreta i un petit portal d'arc rebaixat a l'extrem esquerre que sembla correspondre a una altra edificació, amb un balcó molt petit al damunt. Al cos principal i a nivell del primer pis uns esgaiats. A llevant hi ha dues obertures de pedra i a tramuntana s'hi adossen edificacions agrícoles, un porxo a nivell del primer pis i una petita era amb portal que actualment ha perdut les seves funcions.

## Història
Aquesta masia no apareix en els fogatges del segle xvi del Castell i terme de Tavertet així que ha de ser de època posterior.